# Mateo Alaluf
 (août 2019).
Mateo Alaluf, né le 2 mai 1944 à Izmir, est un sociologue belge d'origine turque, Docteur en sciences sociales et professeur ordinaire à l'Université libre de Bruxelles, spécialiste des questions relatives à l'emploi, à la qualification du travail et aux rapports entre formation et emploi.
Il incarne à l'université l'aile gauche avec notamment Anne Morelli, Isabelle Stengers, ou autrefois Marcel Liebman, Jacques Nagels et Gabriel Thoveron.
Il est membre du comité de rédaction de la revue belge Politique, revue de débats.
À l'Université libre de Bruxelles, il assure les cours de:
- Sociologie du Travail
- Exercices de sociologie du travail
- Problèmes de sociologie du travail
- Organisation du travail
- Structures de l’entreprise et théorie des négociations
- Méthodes de recherche en sciences humaines.

## Publications
- Le temps du labeur. Formation, emploi et qualification en sociologie du. travail, Bruxelles, Éditions de l’Université de Bruxelles, 1986 -  (ISBN 2-8004-0902-9)
- Dictionnaire du prêt-à-penser : Emploi, protection sociale et immigration les mots du pouvoir, Bruxelles, Vie Ouvrière, 2000
- Les femmes et les professions scientifiques (2004) -  (ISBN 2-8004-1342-5)
- Les filles face aux études scientifiques (2003) -  (ISBN 2-8004-1309-3)
- Protection sociale et emploi (2005) -  (ISBN 2-8004-1359-X)
- Mateo Alaluf, Pierre Desmarez et Marcelle Stroobants, Mesures et démesures du travail, Bruxelles, Editions de l'université de Bruxelles, 2012 (ISBN 978-2-8004-1531-4).
- Mateo Alaluf, Contre la pensée molle - Dictionnaire du prêt-à-penser (II), Bruxelles, Couleur Livres, 2014 (ISBN 978-2-87003-644-0).